# Lactarius fragilis
Lactarius fragilis é um fungo que pertence ao gênero de cogumelos Lactarius, da ordem Russulales. Encontrado na América do Norte, foi descrito cientificamente em 1979 pelos micologistas norte-americanos Lexemuel Ray Hesler e Alexander H. Smith. É conhecido popularmente em língua inglesa como "candy cap" e está relacionado com as espécies L. camphoratus e L. rubidus. É um cogumelo comestível.